# Ваулово (посёлок, Тутаевский район)
В Тутаевском районе есть ещё два населённых пункта с таким названием. Деревня Ваулово расположена между федеральной трассой Ярославль — Рыбинск и берегом Волги. Село Ваулово расположено на правом берегу реки Эдома, к северу от данного посёлка при одноимённой железнодорожной станции. Территория данного посёлка поделена между Тутаевским и Большесельским районами, поэтому посёлок Ваулово есть и в Большесельском районе. Кроме того, в Большесельском районе, в долине реки Черёмуха есть ещё одна деревня Ваулово.
Ваулово — посёлок при одноимённой железнодорожной станции Николо-Эдомского сельского округа Артемьевского сельского поселения Тутаевского района Ярославской области. Территория посёлка поделена между Тутаевским и Большесельским районами, поэтому посёлок Ваулово есть и в Большесельском районе.
Посёлок находится на юге сельского поселения, к востоку от железнодорожной станции. Расположенная западнее, непосредственно у станции, часть посёлка относится к Большесельскому району. От станции на север следует дорога, которая через деревню Осташево и село Ваулово выходит к Тутаеву.   
К северу от посёлка на расстоянии около 1 км расположена деревня Полуэктово, между Полуэктово и Валуево находится исток и верхнее течение реки Накринка
На 1 января 2007 года в посёлке Ваулово числилось 5 постоянных жителей. Почтовое отделение, находящееся в городе Тутаев, обслуживает в посёлке 28 домов.